# 内堀和也
内堀 和也（うちぼり かずや）こと内堀 和雄（うちぼり かずお、1952年12月19日 - ）は、日本のヤクザ。指定暴力団・六代目稲川会会長。

## 来歴

### 生い立ち
1952年（昭和27年）に5人兄弟の末っ子として神奈川県の川崎市に出生。幼少期に母親を亡くす。21歳頃に稲川会系山川一家の清田次郎と出会い、川崎の山川一家の事務所に出入りするようになるが、暫くは正式な組員でなく20代中盤から30代前半頃に盃を受け正式に加入したとされる。

### 稲川会直参昇格
2001年（平成13年）に稲川会の直参に昇格し、その後「会長付」や「本部長補佐」、「理事長補佐」などの上級職を歴任する。
二代目山川一家若頭だった当時の2006年（平成18年）10月24日、六代目山口組系二代目弘道会若頭・竹内照明（後に三代目弘道会会長に昇格）と五分の兄弟盃を交わした。後見人は山口組若頭・髙山清司と稲川会理事長・清田次郎で、取持人は双愛会本部長・塩島正則（後の六代目双愛会会長）、媒酌人は稲川会慶弔委員長・五代目木暮一家総長・水野四郎であった。
2008年（平成20年）3月23日に清田次郎から山川一家の跡目を譲られ、三代目総長へ就任する。
2010年（平成22年）に稲川会五代目体制が発足すると、稲川会No.2にあたる理事長に昇格し、稲川会のツートップを山川一家出身者が占める状態となった。

### 稲川会会長就任
2019年（平成31年）4月7日に「稲川会六代目継承式」が執りおこなわれ、会長の座を退いた清田の後継として、六代目稲川会会長に就任した。清田次郎五代目は六代目稲川会総裁に就任。
2025年4月、六代目稲川会新人事を行った。
2025年4月21日、清田次郎総裁が死去。
2025年5月29日付けの官報で、東京都公安委員会は、稲川会の「代表する者」について、清田次郎（本名・辛炳圭）総裁から内堀和雄会長に変更した、と暴力団対策法に基づき公示した。

## 事件
- 2009年8月10日、整理回収機構の債権差し押さえを妨害したとして、電磁的公正証書原本不実記録・同供用及びに強制執行妨害容疑で、妻のポリドール歌手・辛京子 (シン・キョンザ)[10]や長男と共に逮捕された[11]。内堀は2004年に川崎市内の土地を長男名義で登記したが、これは以前に内堀の妻が金融機関からの融資金を返済しておらず、差し押さえを阻止する狙いがあったとされる。
- 2012年10月9日、組織的な犯罪の処罰及び犯罪収益の規制等に関する法律（組織犯罪処罰法）違反容疑で逮捕された。これは、稲川会系幹部によるクレジットカード会社に対する詐欺事件の犯罪収益の一部を受け取っていた可能性が高まったためだが、同月30日には不起訴処分となった。

## 法規命令
2013年1月23日、米財務省は、Uchibori,Kazuyaを国外の著しい犯罪組織とその支持者であると認定して、国際緊急経済権限法・大統領令13581号に基づき、米国司法権の及ぶ範囲の資産凍結、米国民との取引を禁止する制裁対象とした。